# Gejus van der Meulen
Ageaus Yme „Gejus” van der Meulen (ur. 23 stycznia 1903 w Amsterdamie, zm. 10 lipca 1972 w Haarlem) – holenderski piłkarz, reprezentant kraju, grający na pozycji bramkarza. 

## Kariera klubowa
Van der Meulen w latach 1922–1935 występował w Koninklijke HFC. Dwukrotnie z zespołem świętował wygraną w Eerste divisie w sezonach 1928/29 i 1931/32. Był to jego jedyny klub, w którym występował w trakcie swojej kariery piłkarskiej. 

## Kariera reprezentacyjna
Van der Meulen zadebiutował w reprezentacji Holandii 27 kwietnia 1924 meczem przeciwko Belgii, zremisowanym 1:1. W tym samym roku został powołany na Letnie Igrzyska Olimpijskie 1924. Podczas paryskiej imprezy czterolecia zagrał łącznie w 5 spotkaniach, z Rumunią, Irlandią, Urugwajem, oraz w dwumeczu o 3. miejsce ze Szwecją. Holandia ostatecznie zakończyła igrzyska na 4. miejscu. 
Cztery lata później znalazł się w zespole narodowym Holandii na Letnie Igrzyska Olimpijskie 1928. Podczas turnieju odbywającego się w rodzinnym mieście Van der Meulena, tj. Amsterdamie, bronił bramki gospodarzy w trzech spotkaniach z Urugwajem, Belgią i Chile. 
Ostatnim wielkim turniejem, w którym Van der Meulen pojawił się w składzie Holandii, były Mistrzostwa Świata 1934. 27 maja 1934 Holandia przegrała ze Szwajcarii 2:3, odpadając tym samym z włoskiego mundialu. Mecz ten był ostatnim w kadrze dla Van der Meulena, który łącznie w latach 1924–1934 zagrał w 54 spotkaniach w koszulce popularnych Oranje. 
| Mecze i gole w reprezentacji | Mecze i gole w reprezentacji | Mecze i gole w reprezentacji | Mecze i gole w reprezentacji | Mecze i gole w reprezentacji | Mecze i gole w reprezentacji | Mecze i gole w reprezentacji |
| #                            | Data                         | Miasto                       | Przeciwnik                   | Gol                          | Wynik                        | Rozgrywki                    |
| ---------------------------- | ---------------------------- | ---------------------------- | ---------------------------- | ---------------------------- | ---------------------------- | ---------------------------- |
| 1.                           | 27.04.1924                   | Antwerpia                    | Belgia                       |                              | 1:1                          | towarzyski                   |
| 2.                           | 27.05.1924                   | Colombes                     | Rumunia                      |                              | 6:0                          | IO 1924                      |
| 3.                           | 02.06.1924                   | Paryż                        | Irlandia                     |                              | 2:1                          | IO 1924                      |
| 4.                           | 06.06.1924                   | Colombes                     | Urugwaj                      |                              | 1:2                          | IO 1924                      |
| 5.                           | 08.06.1924                   | Colombes                     | Szwecja                      |                              | 1:1                          | IO 1924                      |
| 6.                           | 09.06.1924                   | Colombes                     | Szwecja                      |                              | 1:3                          | IO 1924                      |
| 7.                           | 02.11.1924                   | Amsterdam                    | Południowa Afryka            |                              | 2:1                          | towarzyski                   |
| 8.                           | 15.03.1925                   | Antwerpia                    | Belgia                       |                              | 1:0                          | towarzyski                   |
| 9.                           | 29.03.1925                   | Amsterdam                    | Niemcy                       |                              | 2:1                          | towarzyski                   |
| 10.                          | 19.04.1925                   | Zurych                       | Szwajcaria                   |                              | 1:4                          | towarzyski                   |
| 11.                          | 03.05.1925                   | Amsterdam                    | Belgia                       |                              | 5:0                          | towarzyski                   |
| 12.                          | 25.10.1925                   | Amsterdam                    | Dania                        |                              | 4:2                          | towarzyski                   |
| 13.                          | 14.03.1926                   | Deurne                       | Belgia                       |                              | 1:1                          | towarzyski                   |
| 14.                          | 28.03.1926                   | Amsterdam                    | Szwajcaria                   |                              | 5:0                          | towarzyski                   |
| 15.                          | 31.10.1926                   | Amsterdam                    | Niemcy                       |                              | 2:3                          | towarzyski                   |
| 16.                          | 13.03.1927                   | Deurne                       | Belgia                       |                              | 0:2                          | towarzyski                   |
| 17.                          | 18.04.1927                   | Amsterdam                    | Czechosłowacja               |                              | 8:1                          | towarzyski                   |
| 18.                          | 01.05.1927                   | Amsterdam                    | Belgia                       |                              | 3:2                          | towarzyski                   |
| 19.                          | 12.06.1927                   | Kopenhaga                    | Dania                        |                              | 1:1                          | towarzyski                   |
| 20.                          | 13.11.1927                   | Amsterdam                    | Szwecja                      |                              | 1:0                          | towarzyski                   |
| 21.                          | 20.11.1927                   | Kolonia                      | Niemcy                       |                              | 2:2                          | towarzyski                   |
| 22.                          | 11.03.1928                   | Amsterdam                    | Belgia                       |                              | 1:1                          | towarzyski                   |
| 23.                          | 01.04.1928                   | Deurne                       | Belgia                       |                              | 0:1                          | towarzyski                   |
| 24.                          | 22.04.1928                   | Amsterdam                    | Dania                        |                              | 2:0                          | towarzyski                   |
| 25.                          | 06.05.1928                   | Bazylea                      | Szwajcaria                   |                              | 1:2                          | towarzyski                   |
| 26.                          | 30.05.1928                   | Amsterdam                    | Urugwaj                      |                              | 0:2                          | IO 1928                      |
| 27.                          | 05.06.1928                   | Rotterdam                    | Belgia                       |                              | 3:1                          | IO 1928                      |
| 28.                          | 08.06.1928                   | Rotterdam                    | Chile                        |                              | 2:2                          | IO 1928                      |
| 29.                          | 14.06.1928                   | Rotterdam                    | Egipt                        |                              | 1:2                          | towarzyski                   |
| 30.                          | 04.11.1928                   | Amsterdam                    | Belgia                       |                              | 1:1                          | towarzyski                   |
| 31.                          | 17.03.1929                   | Amsterdam                    | Szwajcaria                   |                              | 3:2                          | towarzyski                   |
| 32.                          | 05.05.1929                   | Antwerpia                    | Belgia                       |                              | 1:3                          | towarzyski                   |
| 33.                          | 09.06.1929                   | Sztokholm                    | Szwecja                      |                              | 2:6                          | towarzyski                   |
| 34.                          | 12.06.1929                   | Aker                         | Norwegia                     |                              | 4:4                          | towarzyski                   |
| 35.                          | 03.11.1929                   | Amsterdam                    | Norwegia                     |                              | 1:4                          | towarzyski                   |
| 36.                          | 06.04.1930                   | Amsterdam                    | Włochy                       |                              | 1:1                          | towarzyski                   |
| 37.                          | 04.05.1930                   | Amsterdam                    | Belgia                       |                              | 2:2                          | towarzyski                   |
| 38.                          | 18.05.1930                   | Antwerpia                    | Belgia                       |                              | 1:3                          | towarzyski                   |
| 39.                          | 08.06.1930                   | Budapeszt                    | Węgry                        |                              | 2:6                          | towarzyski                   |
| 40.                          | 02.11.1930                   | Zurych                       | Szwajcaria                   |                              | 3:6                          | towarzyski                   |
| 41.                          | 29.03.1931                   | Amsterdam                    | Belgia                       |                              | 2:3                          | towarzyski                   |
| 42.                          | 26.04.1931                   | Amsterdam                    | Niemcy                       |                              | 1:1                          | towarzyski                   |
| 43.                          | 03.05.1931                   | Deurne                       | Belgia                       |                              | 2:4                          | towarzyski                   |
| 44.                          | 14.06.1931                   | Kopenhaga                    | Dania                        |                              | 2:0                          | towarzyski                   |
| 45.                          | 29.11.1931                   | Colombes                     | Francja                      |                              | 4:3                          | towarzyski                   |
| 46.                          | 08.05.1932                   | Amsterdam                    | Irlandia                     |                              | 0:2                          | towarzyski                   |
| 47.                          | 29.05.1932                   | Amsterdam                    | Czechosłowacja               |                              | 1:2                          | towarzyski                   |
| 48.                          | 04.12.1932                   | Düsseldorf                   | Niemcy                       |                              | 2:0                          | towarzyski                   |
| 49.                          | 22.01.1933                   | Amsterdam                    | Szwajcaria                   |                              | 0:2                          | towarzyski                   |
| 50.                          | 05.03.1933                   | Amsterdam                    | Włochy                       |                              | 1:2                          | towarzyski                   |
| 51.                          | 09.04.1933                   | Deurne                       | Belgia                       |                              | 3:1                          | towarzyski                   |
| 52.                          | 07.05.1933                   | Amsterdam                    | Belgia                       |                              | 1:2                          | towarzyski                   |
| 53.                          | 10.12.1933                   | Amsterdam                    | Austria                      |                              | 0:1                          | towarzyski                   |
| 54.                          | 27.05.1934                   | Mediolan                     | Szwajcaria                   |                              | 2:3                          | MŚ 1934                      |

## Sukcesy
Koninklijke HFC
- Mistrzostwo Eerste divisie (2): 1928/29, 1931/32